# 브리지워터 웨스트서머싯 (영국 의회 선거구)
브리지워터 웨스트서머싯 (Bridgwater and West Somerset)은 사우스웨스트잉글랜드 서머싯주에 위치한 영국 의회의 옛 선거구이다. 2010년부터 2024년 폐지시까지 보수당의 이언 리델그레인저가 지역구 의원을 맡았다.
2023년 웨스트민스터 선거구 정기심의 당시 웨스트서머싯 일대가 새로 신설되는 티버턴 마인헤드 선거구로 이전되면서 이 선거구의 명칭도 브리지워터라는 이름의 옛 선거구로 복원되었다.

## 역사
브리지워터 지역구는 잉글랜드 최초의 의회 자치구 선거구 중 하나로서, 1295년 모범의회 시절부터 있었던 유서깊은 선거구이다. 19세기 말 들어 부패선거구로 지목받아 1870년 폐지되었으며, 1885년 잉글랜드 구획위원회의 서머싯주 선거구 검토로 더 넓은 지역을 포괄하는 선거구로 부활되었다. 2010년 총선을 앞두고 이 브리지워터 지역구에 타운턴 지역구가 더해진 것이 지금의 지역구이다.
2010년 총선에서는 총 7명의 후보가 출마하였다. 육군예비역 소령 출신이자 농부인 보수당의 이언 리델그레인저 후보가 당선되었으며, 자유민주당의 테오 버트 필립 후보가 2위에 올랐다. 필립 후보는 노동당 후보를 11.2% 격차로 따돌렸다.
2017년 조기 총선에서 이언 리델그레인저는 2위와의 격차를 15,000표차로 늘려 브리지워터 지역구 역사상 가장 큰 격차를 기록하였다. 그리고 노동당도 사상 처음으로 2위에 올랐다.

## 구획
웨스트서머싯구와 세지무어구의 브리지워터보워, 브리지워터이스트오버, 브리지워터햄프, 브리지워터퀀토크, 브리지워터시드넘, 브리지워터빅토리아, 캐닝턴 퀀토크스, 이스트폴든스, 헌트스필 폴렛, 킹스아일, 노스페더턴, 퓨리턴, 샌드퍼드, 웨스트폴든스, 울러빙턴이 속한다.

## 역대 국회의원
| 선거 | 선거   | 의원              | 정당   | 비고 |
| ---- | ------ | ----------------- | ------ | ---- |
|      | 2010년 | 이언 리델그레인저 | 보수당 |      |

## 선거

### 2010년대
| 선거                                      | 선거 결과 | 선거 결과                                              | 후보              | 후보              | 정당   | 득표   | %     | ±%   |
| ----------------------------------------- | --------- | ------------------------------------------------------ | ----------------- | ----------------- | ------ | ------ | ----- | ---- |
| 2019년 총선 투표수: 57,652 (67.9%) (+2.6) |           | 보수당 유지 과반 득표: 24,439 (42.3%) +15.8 +7.9% 선회 |                   | 이언 리델그레인저 | 보수당 | 35,827 | 62.1  | +7.0 |
| 2019년 총선 투표수: 57,652 (67.9%) (+2.6) |           | 보수당 유지 과반 득표: 24,439 (42.3%) +15.8 +7.9% 선회 | 올리버 손턴       | 노동당            | 11,388 | 19.8   | –8.8  |      |
| 2019년 총선 투표수: 57,652 (67.9%) (+2.6) |           | 보수당 유지 과반 득표: 24,439 (42.3%) +15.8 +7.9% 선회 | 빌 레번스         | 자유민주당        | 7,805  | 13.5   | +2.6  |      |
| 2019년 총선 투표수: 57,652 (67.9%) (+2.6) |           | 보수당 유지 과반 득표: 24,439 (42.3%) +15.8 +7.9% 선회 | 미키 리치         | 녹색당            | 1,877  | 3.3    | +1.5  |      |
| 2019년 총선 투표수: 57,652 (67.9%) (+2.6) |           | 보수당 유지 과반 득표: 24,439 (42.3%) +15.8 +7.9% 선회 | 페어스 무사       | 자유당            | 755    | 1.3    | 신인  |      |
| 2017년 총선 투표수: 58,267 (65.3%) (–2.3) |           | 보수당 유지 과반 득표: 15,448 (26.5%) –0.3 –0.9% 선회  |                   | 이언 리델그레인저 | 보수당 | 32,111 | 55.1  | +9.1 |
| 2017년 총선 투표수: 58,267 (65.3%) (–2.3) |           | 보수당 유지 과반 득표: 15,448 (26.5%) –0.3 –0.9% 선회  | 웨스 힝크스       | 노동당            | 16,663 | 28.6   | +11.0 |      |
| 2017년 총선 투표수: 58,267 (65.3%) (–2.3) |           | 보수당 유지 과반 득표: 15,448 (26.5%) –0.3 –0.9% 선회  | 마커스 크래비스   | 자유민주당        | 6,332  | 10.9   | –1.5  |      |
| 2017년 총선 투표수: 58,267 (65.3%) (–2.3) |           | 보수당 유지 과반 득표: 15,448 (26.5%) –0.3 –0.9% 선회  | 사이먼 스머들리   | 영국 독립당       | 2,102  | 3.6    | –15.6 |      |
| 2017년 총선 투표수: 58,267 (65.3%) (–2.3) |           | 보수당 유지 과반 득표: 15,448 (26.5%) –0.3 –0.9% 선회  | 케이 파월         | 녹색당            | 1,059  | 1.8    | –3.0  |      |
| 2015년 총선 투표수: 54,447 (67.6%) (–3.6) |           | 보수당 유지 과반 득표: 14,583 (26.8%) +9.8 –6.9% 선회  |                   | 이언 리델그레인저 | 보수당 | 25,020 | 46.0  | +0.7 |
| 2015년 총선 투표수: 54,447 (67.6%) (–3.6) |           | 보수당 유지 과반 득표: 14,583 (26.8%) +9.8 –6.9% 선회  | 스티븐 피츠제럴드 | 영국 독립당       | 10,437 | 19.2   | +14.4 |      |
| 2015년 총선 투표수: 54,447 (67.6%) (–3.6) |           | 보수당 유지 과반 득표: 14,583 (26.8%) +9.8 –6.9% 선회  | 마이클 레리       | 노동당            | 9,589  | 17.6   | +0.5  |      |
| 2015년 총선 투표수: 54,447 (67.6%) (–3.6) |           | 보수당 유지 과반 득표: 14,583 (26.8%) +9.8 –6.9% 선회  | 테오 버트 필립    | 자유민주당        | 6,765  | 12.4   | –15.9 |      |
| 2015년 총선 투표수: 54,447 (67.6%) (–3.6) |           | 보수당 유지 과반 득표: 14,583 (26.8%) +9.8 –6.9% 선회  | 줄리 하비스미스   | 녹색당            | 2,636  | 4.8    | +3.2  |      |
| 2010년 총선 투표수: 54,493 (71.2%)        |           | 보수당 승리 과반 득표: 9,249 (17.0%)                   |                   | 이언 리델그레인저 | 보수당 | 24,675 | 45.3  |      |
| 2010년 총선 투표수: 54,493 (71.2%)        |           | 보수당 승리 과반 득표: 9,249 (17.0%)                   | 테오 버트 필립    | 자유민주당        | 15,426 | 28.3   |       |      |
| 2010년 총선 투표수: 54,493 (71.2%)        |           | 보수당 승리 과반 득표: 9,249 (17.0%)                   | 캐시 피어스       | 노동당            | 9,332  | 17.1   |       |      |
| 2010년 총선 투표수: 54,493 (71.2%)        |           | 보수당 승리 과반 득표: 9,249 (17.0%)                   | 피터 홀링스       | 영국 독립당       | 2,604  | 4.8    |       |      |
| 2010년 총선 투표수: 54,493 (71.2%)        |           | 보수당 승리 과반 득표: 9,249 (17.0%)                   | 도나 트레너       | 브리튼 국민당     | 1,282  | 2.4    |       |      |
| 2010년 총선 투표수: 54,493 (71.2%)        |           | 보수당 승리 과반 득표: 9,249 (17.0%)                   | 찰스 그레이엄     | 녹색당            | 859    | 1.6    |       |      |
| 2010년 총선 투표수: 54,493 (71.2%)        |           | 보수당 승리 과반 득표: 9,249 (17.0%)                   | 밥 커들리프       | 무소속            | 315    | 0.6    |       |      |

2015년 총선에서 자민당은 저스틴 베이커를 후보로 공천하였다. 출마선언 후 베이커 후보는 브리지워터 타우턴딘 지역구의 승리 가능성이 더 높다고 판단하여 후보직을 사퇴하고 해당 지역구에 다시 출마하려 하였으나, 최종적으로 반려되어 이번 총선에 출마하지 못하게 되었다. 브리지워터 웨스트서머싯 지역구에는 지난 2010년 총선에서도 출마한 적이 있는 테오 버트 필립 후보가 대신 출마하였으며 낙선하였다.

## 같이 보기
- 서머싯주의 영국 의회 선거구

### 참조주
1. ↑  “Bridgwater and West Somerset: Usual Resident Population, 2011”. 《Neighbourhood Statistics》. Office for National Statistics. 2016년 3월 4일에 원본 문서에서 보존된 문서. 2015년 2월 2일에 확인함.
2. ↑  “Electorate Figures - Boundary Commission for England”. 《2011 Electorate Figures》. Boundary Commission for England.  4 March 2011. 6 November 2010에 원본 문서에서 보존된 문서. 13 March 2011에 확인함.
3. ↑  “New Parliamentary Constituencies for England SN/PC/04297” (PDF). House of Commons Library. 2009년 11월 5일. 2011년 6월 5일에 원본 문서 (PDF)에서 보존된 문서. 2009년 12월 12일에 확인함.
4. ↑  레이그 레이먼트의 연도별 국회의원 목록 (Leigh Rayment's Historical List of MPs) –  'N'로 시작하는 선거구 - part 2
5. ↑  “General Election 2019”. 《www.sedgemoor.gov.uk》. 2019년 11월 16일에 원본 문서에서 보존된 문서. 2019년 12월 13일에 확인함.
6. ↑  “Bridgwater & Somerset West”. BBC. 2017년 6월 9일에 확인함.
7. ↑  “Election Data 2015”. Electoral Calculus. 2015년 10월 17일에 원본 문서에서 보존된 문서. 2015년 10월 17일에 확인함.
8. ↑  “Bridgwater & Somerset West - Election 2015”. 《BBC News》.
9. ↑  “Election Data 2010”. Electoral Calculus. 2013년 7월 26일에 원본 문서에서 보존된 문서. 2015년 10월 17일에 확인함.
10. ↑  “Justine Baker”. Lib Dems.  2 February 2015에 원본 문서에서 보존된 문서.  1 February 2015에 확인함.
11. ↑  “Rejected! Bridgwater Lib Dem candidate is lame duck after she fails to get better seat”. Somerset Labour. 2014년 12월 7일. 2015년 2월 2일에 확인함.